# Хутор
Хутор (рус. хутор, каз. қыстақ) тип је руралног насељеног места који обично чини једно или мањи број сеоских домаћинстава, карактеристичан углавном за подручје источне Европе. Термин се у српски језик може превести као салаш, ранч или фарма. 
Историјски гледано хутори су били најраспрострањенији у руралним подручјима савремене Украјине, а током XVIII века појавили су се и на подручју Кубања (данашња југозападна Русија) где су их оснивали Козачки досељеници. У зависности од поднебља сваки хутор се састојао од једне или неколико изби (сеоских дрвених кућа) или хата-мазанки (куће од прућа облепљене блатом и прекривене сламом), имао је магазе за остављање пољопривредних производа, бунар, једну или више штала, башту, воћњак и у основи представљао је једно комплетно сеоско имање. Основна привредна делатност становника хутора (хуторјана) је пољопривреда. Хутором може да се назива и велепоседничко племићко имање. 
Са растом броја становника хутори се даље преображавају у засеоке, села и тако даље. Међутим у неким случајевима у првобитном хутору број домаћинстава може достићи и неколико стотина, али неретко само насеље задржава првобитни административни статус или реч хутор остаје део назива (ово је нарочито карактеристично за подручје Кубања). Тако хутор Трудобеликовски у Краснодарском крају има скоро десет хљиљада становника. 
Код донских и кубањских Козака на подручју Руске Империје хутори су била засебна насељена места на подручју козачких станица али без засебне администрације. 